# Neuroleon (Neuroleon) hieraticus
Neuroleon (Neuroleon) hieraticus is een insect uit de familie van de mierenleeuwen (Myrmeleontidae), die tot de orde netvleugeligen (Neuroptera) behoort. 
Neuroleon (Neuroleon) hieraticus is voor het eerst wetenschappelijk beschreven door Navás in 1926.